# Les Groseillers
Les Groseillers är en kommun i departementet Deux-Sèvres i regionen Nouvelle-Aquitaine i västra Frankrike. Kommunen ligger i kantonen Mazières-en-Gâtine som tillhör arrondissementet Parthenay. År 2022 hade Les Groseillers 54 invånare.

## Befolkningsutveckling
Antalet invånare i kommunen Les Groseillers
| Referens: INSEE |